# PGC 2196078
LEDA/PGC 2196078 ist eine Galaxie im Sternbild Perseus am Nordsternhimmel. Sie ist schätzungsweise 1,3 Milliarden Lichtjahre von der Milchstraße entfernt und hat einen Durchmesser von etwa 200.000 Lichtjahren. Vom Sonnensystem aus entfernt sich das Objekt mit einer errechneten Radialgeschwindigkeit von näherungsweise 28.500 Kilometern pro Sekunde.

## Galaktisches Umfeld
| Nr. | Galaxie          | Alternativname          | Rek           | Dek           | Distanz/asec |
| --- | ---------------- | ----------------------- | ------------- | ------------- | ------------ |
| →   | LEDA/PGC 2196078 | 2MASX J02462458+4217508 | 02h46m24.58s  | +42d17m50.6s  | 0            |
| 1   | LEDA/PGC 2198250 | NSA 132525              | 02h46m15.33s  | +42d24m22.7s  | 405.14       |
| 2   | LEDA/PGC 2193800 | 2MASX J02463578+4210453 | 02h46m35.76s  | +42d10m45.4s  | 442.79       |
| 3   | LEDA/PGC 2198458 | NSA 132524              | 02h46m13.32s  | +42d25m04.7s  | 451.47       |
| 4   | LEDA/PGC 2196198 | 2MASX J02454350+4218120 | 02h45m43.51s  | +42d18m12.4s  | 457.32       |
| 5   | LEDA/PGC 2197909 | 2MASX J02455138+4223187 | 02h45m51.39s  | +42d23m18.8s  | 494.04       |
| 6   | LEDA/PGC 2192963 | 2MASX J02463408+4207513 | 02h46m34.10s  | +42d07m51.4s  | 609.02       |
| 7   | LEDA/PGC 213081  | 2MASX J02453277+4211481 | 02h45m32.78s  | +42d11m48.3s  | 681.26       |
| 8   | LEDA/PGC 2192678 | 2MASX J02464667+4206584 | 02h46m46.67s  | +42d06m58.2s  | 697.06       |
| 9   | LEDA/PGC 10440   | UGC 2226                | 02h45m36.30s  | +42d09m27.3s  | 736.52       |
| 10  | LEDA/PGC 10476   | UGC 2231                | 02h46m05.33s  | +42d06m05.7s  | 738.20       |
| 11  | LEDA/PGC 10435   | CGCG 539-092            | 02h45m32.32s  | +42d09m28.0s  | 769.12       |
| 12  | LEDA/PGC 2199985 | 2MASX J02453593+4229331 | 02h45m35.95s  | +42d29m32.9s  | 884.68       |
| 13  | LEDA/PGC 2198101 | 2MASX J02451191+4223550 | 02h45m11.91s  | +42d23m54.8s  | 884.94       |
| 14  | LEDA/PGC 2201006 | NSA 132518              | 02h45m59.750s | +42d32m32.52s | 923.64       |
| 15  | LEDA/PGC 10521   | CGCG 539-098            | 02h46m47.88s  | +42d02m26.3s  | 960.16       |